# Dominikus Ringeisen

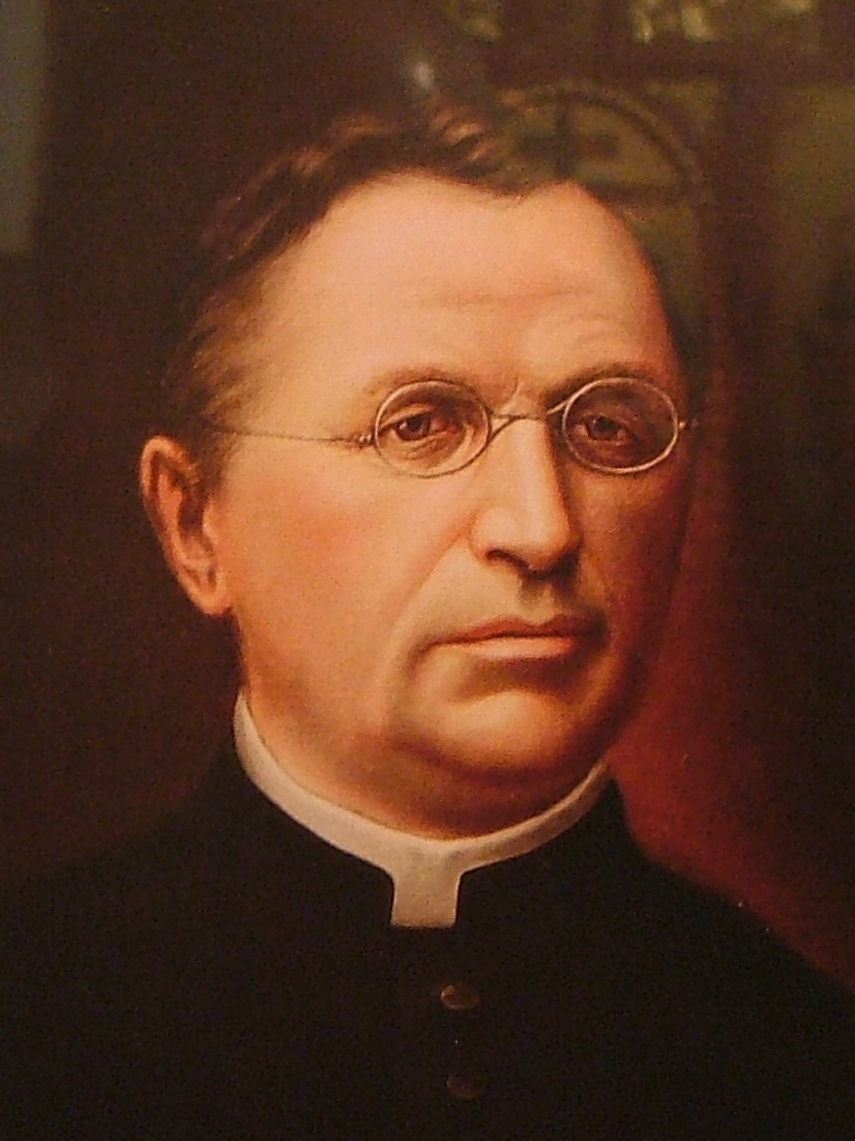
Dominikus Ringeisen

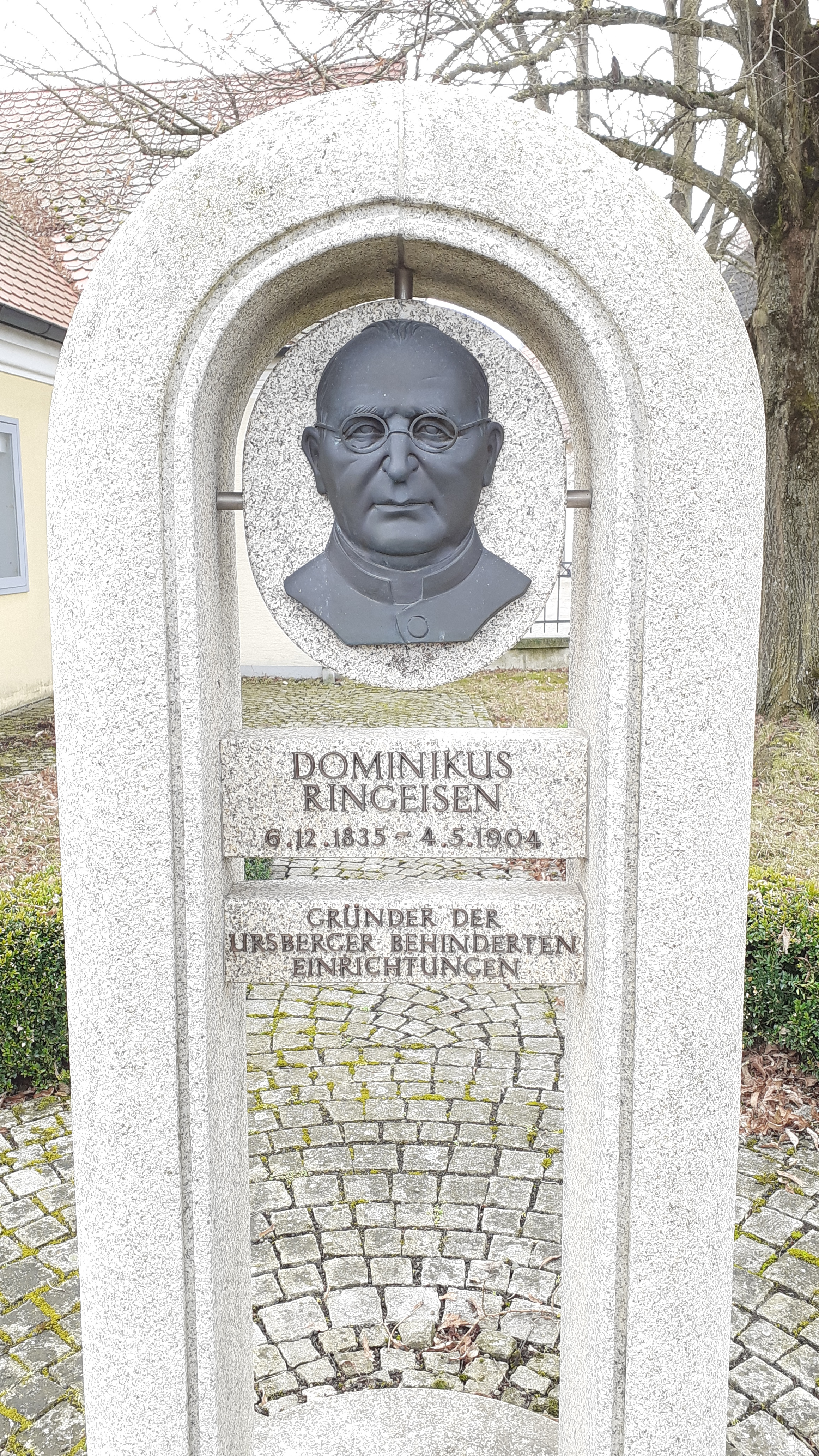
Büste auf dem Dominikus-Ringeisen-Platz in Finningen

Dominikus Ringeisen (* 6. Dezember 1835 in der Finninger Gemarkung Unterfinningen; † 4. Mai 1904 in Ursberg) war ein römisch-katholischer Geistlicher und Begründer der Ursberger Anstalt (heute Dominikus-Ringeisen-Werk).

## Leben
Im Alter von vier Jahren wurde Ringeisen durch den Tod der Mutter zur Halbwaise. Der als Jugendlicher kränkelnde Ringeisen trat dem Jesuitenorden bei, den er jedoch bereits nach neun Monaten wieder verließ. Aus dem Wunsch, anderen zu helfen, begann er als Benefiziat in Obergünzburg (1871–1882) den Neubau eines Krankenhauses. Im Crescentiakloster in Kaufbeuren (1882–1888) beriet er in Ehe- und Familienangelegenheiten als Seelsorger und Wallfahrtspriester.
Am 24. Februar 1884 erwarb Ringeisen mit Hilfe einer Spende die säkularisierten Gebäude des Prämonstratenser-Klosters Ursberg und erhielt am 28. August 1884 die Genehmigung zur Errichtung der Ursberger Anstalten. Er rief dort am 2. Februar 1897 eine Schwesterngemeinschaft, die St. Josefskongregation, eine franziskanische Ordensgemeinschaft mit heute rund 150 Schwestern, zur Pflege von körperlich und geistig behinderten Menschen ins Leben. Aufgrund der immer geringer werdenden Zahl an Ordensschwestern wurde 1996 eine eigenständige kirchliche Stiftung des öffentlichen Rechts, das Dominikus-Ringeisen-Werk gegründet.
Ringeisen erweiterte sein Werk durch mehrere Anschaffungen:
- 1885 das ehemalige Priesterseminar in Pfaffenhausen
- 1891 das Heilbad Krumbad
- 1895 mehrere Landhäuser in Percha am Starnberger See
- 1896 Landwirtschaft in Fendsbach in der Gemeinde Pastetten
- 1897 die ehemalige Zisterzienser-Abtei Bildhausen in Unterfranken
- 1901 das Hohe Schloss Grönenbach bei Memmingen.

## Ehrungen
Seinen Namen trägt das Dominikus-Ringeisen-Werk in Ursberg, das dortige Gymnasium der St. Josefskongregation und die Dominikus-Ringeisen-Schulen (Privates Sonderpädagogisches Förderzentrum). Nach ihm sind Straßen in Ursberg, Obergünzburg und Friedberg (Bayern), ein Weg in Peißenberg sowie ein Platz in Finningen benannt.

## Zitate
»Die ängstliche Klugheit rät, die Ausgaben nach den Eingaben zu berechnen, aber die Heiligen […] verstanden es, ihre Schulden zu Gottes Schulden zu machen, und die Gottesbank falliert nicht.« (Dominikus Ringeisen)
Sein Wahlspruch zur Arbeit mit und für behinderte Menschen lautete: „Macht sie gut – macht sie glücklich!“ Er ist unter anderem an Gebäuden in Ursberg zu finden.